# Bolbelasmus bocchus
Bolbelasmus bocchus es una especie de coleóptero de la familia Geotrupidae.

## Distribución geográfica
Habita en la península ibérica y el Magreb.

## Subespecies
- Bolbelasmus bocchus bocchus
- Bolbelasmus bocchus vaulogeri